# Evangelische Kirche Alten-Buseck

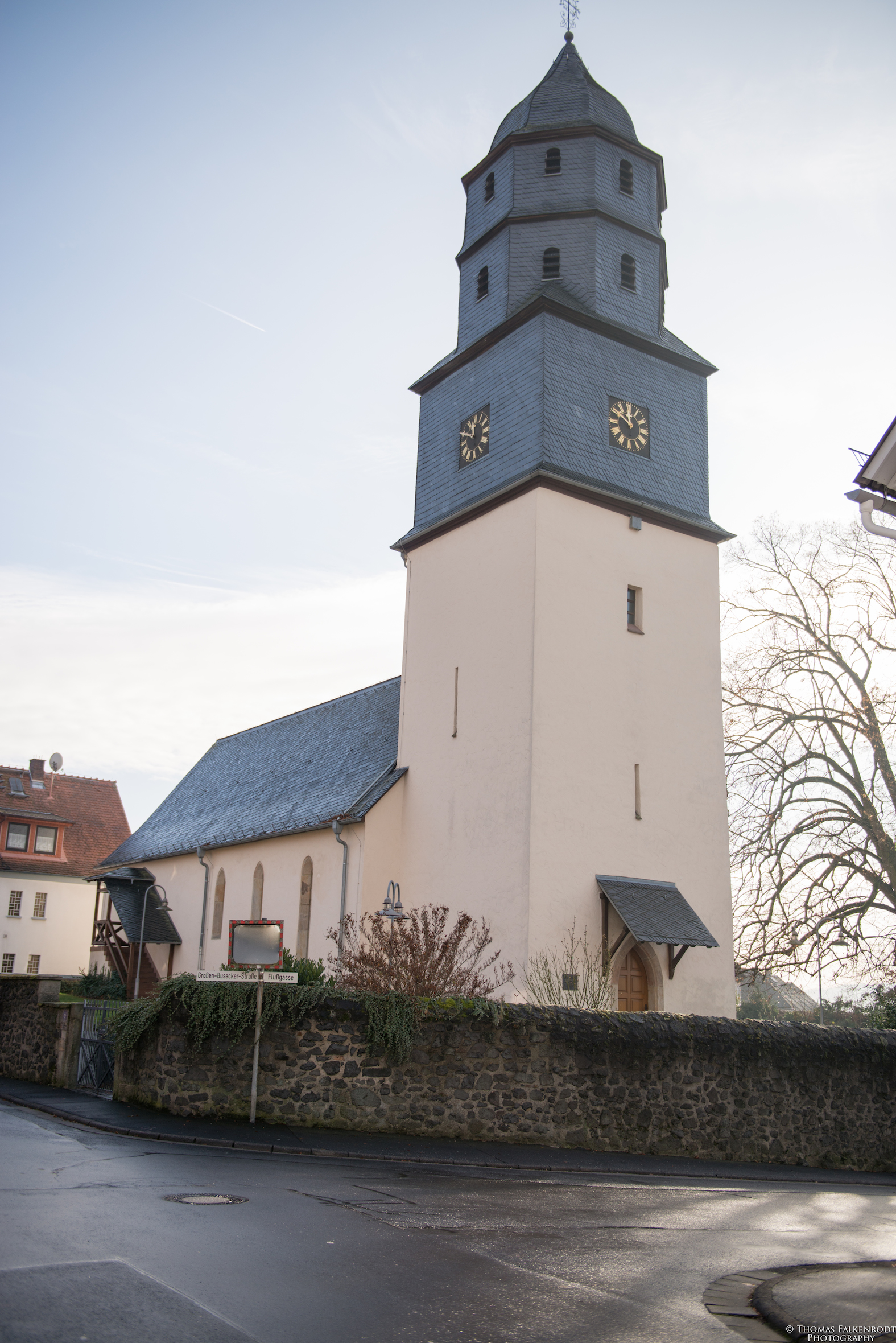
Evangelische Kirche Alten-Buseck von Nordwesten

Die evangelische St.-Georg-Kirche in Alten-Buseck, einer Ortschaft der Gemeinde Buseck im Landkreis Gießen (Hessen), ist eine im Kern frühgotische Saalkirche des 13. Jahrhunderts mit Westturm und geradem Ostabschluss. Das denkmalgeschützte Kirchengebäude prägt das Ortsbild.
Die Kirchengemeinde gehört zum Dekanat Gießener Land in der Propstei Oberhessen der Evangelischen Kirche in Hessen und Nassau.

## Geschichte

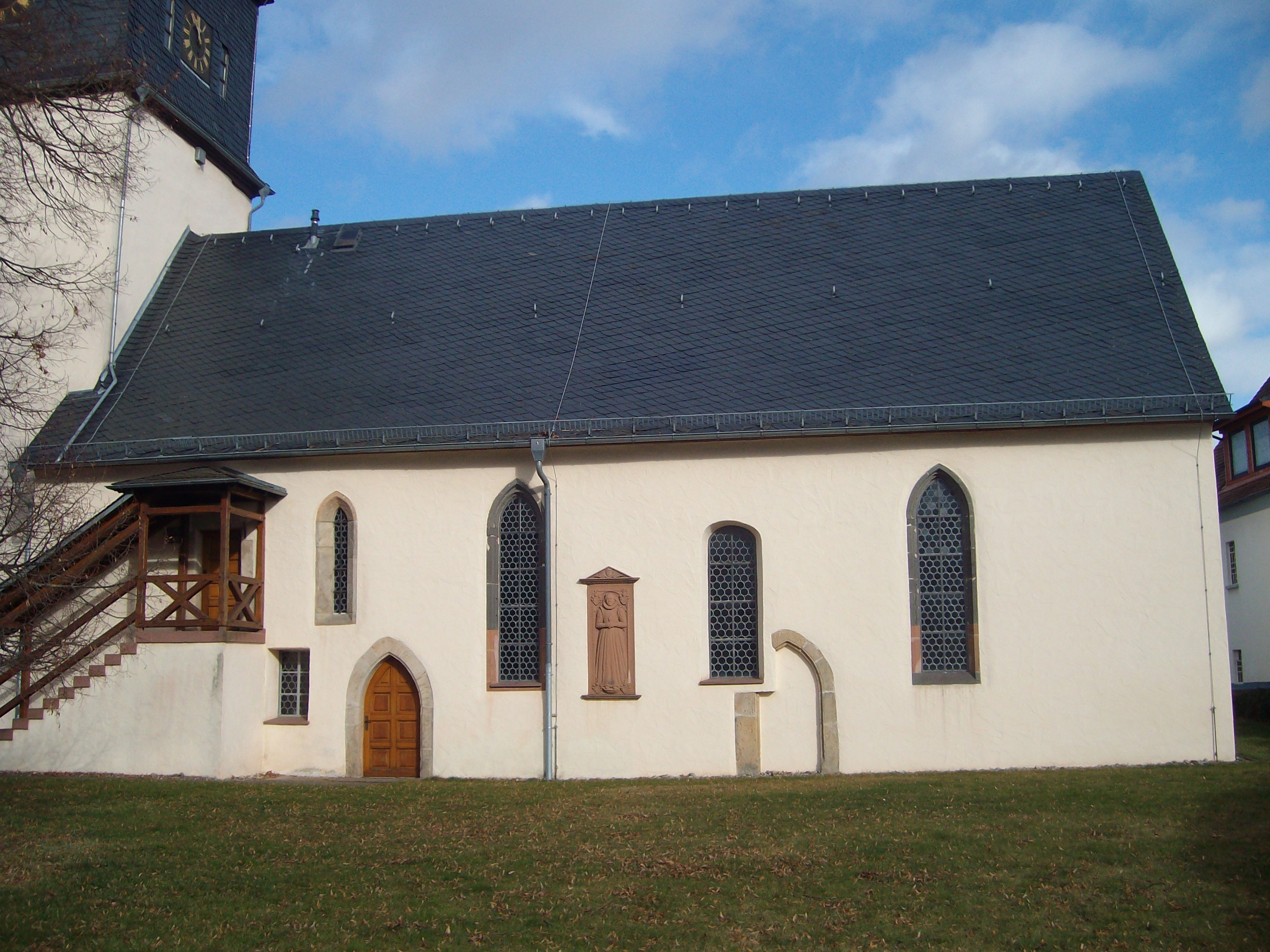
Langhaus von Süden

Ursprünglich gehörte die eigenständige Pfarrgemeinde zum Archidiakonat St. Stephan in der Erzdiözese Mainz. Die Kirche war dem hl. Georg geweiht. Für das Jahr 1199 ist ein Pfarrer Konrad von Buseck bezeugt, der 1210 mit einem weiteren Geistlichen Alten-Buseck und Großen-Buseck betreute.
Die Fundamente eines kleineren Vorgängerbaus mit Westturm und sich anschließendem Schiff aus romanischer, möglicherweise sogar ottonischer Zeit (11. Jahrhundert) wurden innerhalb der jetzigen Kirche nachgewiesen. In spätromanischer Zeit (12. Jahrhundert) wurde die Ostwand abgerissen und durch den Anbau einer eingezogenen, quadratischen Apsis das Gebäude nach Osten verlängert. Teils auf den alten Fundamenten erfolgte in der Frühgotik (zwischen 1250 und 1280) ein völliger Neubau von Turm und Schiff in leicht vergrößerter Form. Einbezogen wurde der romanische Chor, der niedriger als neue Kirchenschiff war. Noch in gotischer Zeit (13./14. Jahrhundert) wurde die Apsis auf Breite des Kirchenschiffs gebracht und etwas verlängert. Sie hatte an der Südseite eine Außentür, die später vermauert wurde. Durch eingreifende Umbaumaßnahmen erhielt die Kirche im 15./16. Jahrhundert ihre heute maßgebliche Gestalt.
Im Jahr 1540 wurde ein Beinhaus abgebrochen. Der hölzerne Turmaufbau wurde im Jahr 1551 bei einem Brand stark beschädigt und 1558 erneuert und um ein Geschoss erhöht. In die Südmauer wurde 1558 ein Portal eingebrochen.
Im Zuge der Reformation wechselte Alten-Buseck zum evangelischen Bekenntnis und wurde eigene Pfarrei. Die Kirche wurde spätestens 1577 ein Filial von Großen-Buseck und erst 1838 wieder zur selbstständigen Pfarrei erhoben.
Ein umfangreicher Umbau mit Renovierung ist für die Jahre 1642 bis 1644 bezeugt. Das Kirchendach wurde 1643 saniert, die Apsis erhöht und ein Tonnengewölbe im Schiff eingezogen. Im selben Jahr wurde auch der hohe Turmaufbau errichtet. 1884/85 erhielt die Holztonne eine neue Schalung und der Innenraum wurde neu eingerichtet. Eine Sanierung des gefährdeten Gebäudes erfolgte von 1989 bis 1995, eine größere Innenrenovierung von 1995 bis 1996. Der Einbau einer neuen Heizungsanlage und der Aufbau eines neuen Fußbodens ermöglichten archäologische Grabungen. Im gesamten Innenbereich wurden Bestattungen aus dem ausgehenden Mittelalter bis in die frühe Neuzeit nachgewiesen, darunter mindestens 20 Männer, 18 Frauen und 16 Kinder. 20 Grabanlagen waren noch ganz oder weitgehend intakt. Zu den Einzelfunden gehören vier Fragmente von Totenkronen und Fundmünzen aus der Mitte des 13. Jahrhunderts bis 1803. Ein vollständig erhaltenes Keramikgefäß aus dem 18./19. Jahrhundert enthielt ein Fledermausskelett mit einer Bronzenadel, was auf eine okkulte Handlung hinweist.

## Architektur

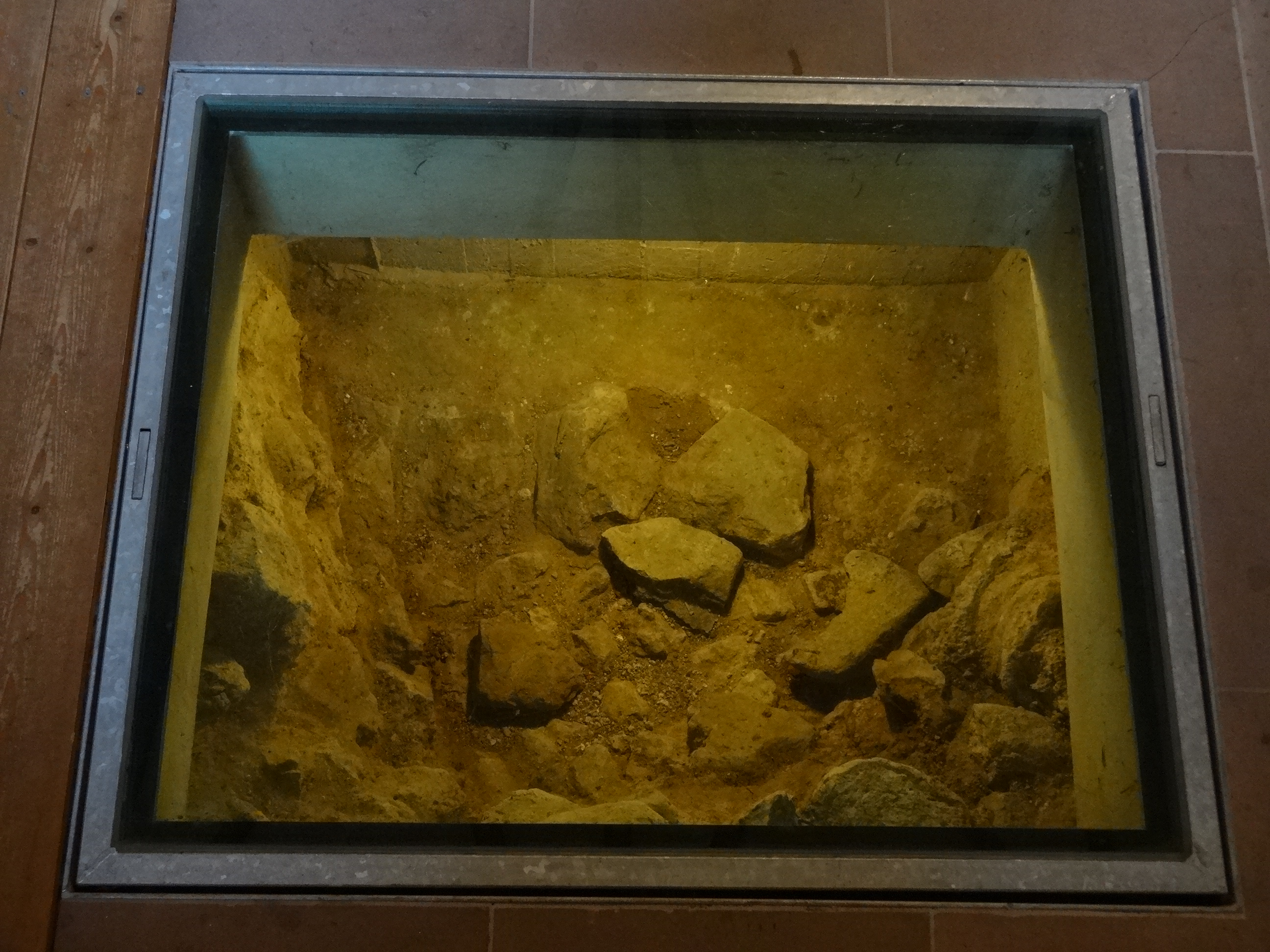
Fundamentreste der romanischen Vorgängerkirche

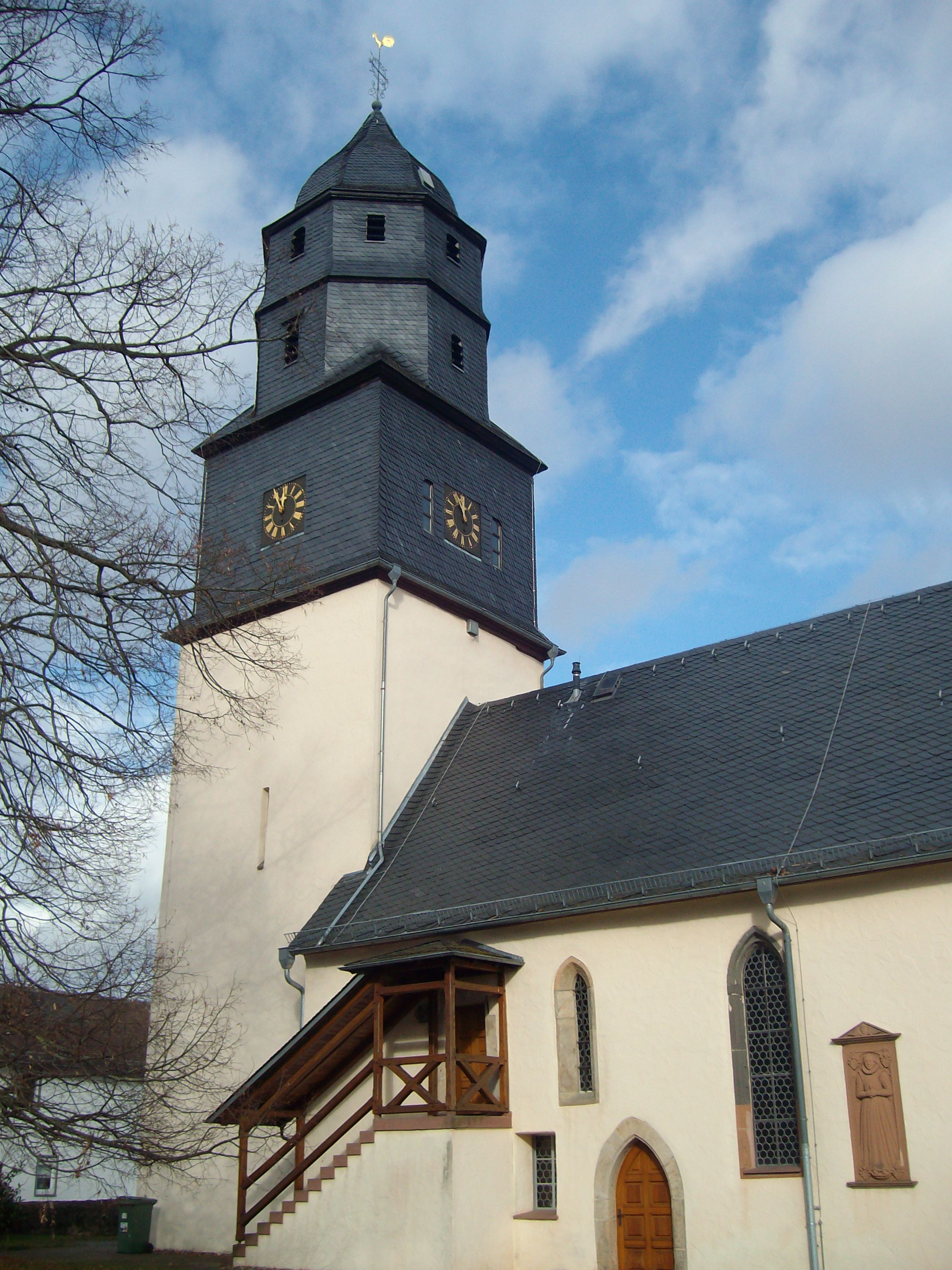
Blick auf den Turm von Südosten

Die weiß verputzte Saalkirche mit Westturm ist im Ortszentrum in Schräglage errichtet und wird von einem waagerecht eingeebneten Kirchhof umgeben, dessen Mauern im Norden etwa 2 und im Süden 4 Meter erreichen. Seit dem 20. Jahrhundert wird der Friedhof nicht mehr genutzt; 1950 werden die letzten Grabsteine entfernt.
Der archäologisch nachgewiesene Vorgängerbau hatte bereits einen Westturm. Die Innenmaße des Rechtecksaals betrugen 4,50 × 10,00 Meter, die des Turms 4,00 × 3,00 Meter. Der Baubeginn wird zwischen 950 und 1030 vermutet. Die Fundamente der romanischen Kirche liegen innerhalb der heutigen Kirche und sind im Bereich des ehemaligen romanischen Chorbogens durch ein Glasfenster im Fußboden zu sehen. In den Ecken der Ostwand sind Ansätze von Gewölben und in der Südostecke der Rest einer Gewölberippe erkennbar.
Das heutige Kirchenschiff auf rechteckigem Grundriss (6,50 × 19,00 Meter) und mit geradem Ostabschluss ist im Kern frühgotisch. Die Nordseite wird durch drei Lanzettfenster mit gefasten Lungstein-Gewänden des späten 13. Jahrhunderts gegliedert. In der Ost- und Südseite sind zwei größere Spitzbogen-Fenster sowie ein spitzbogiges Sandsteinportal von 1558 an der Südseite angebracht. Etwas weiter östlich befindet sich ein weiteres spitzbogiges Portal, das zugemauert ist. In der Südmauer ist ein kleines Fenster in der Art der Nordseite erhalten geblieben.
Der schlanke Westturm ist auf quadratischem Grundriss (4,00 × 4,00 Meter Innenfläche) ungegliedert aufgemauert und erreicht eine Höhe von etwa 36 Meter. Er hat Schlitzfenster und an der Westseite ein spitzbogiges Portal aus Sandstein aus dem Jahr 1558. Die Turmhalle hat ein Kreuzgratgewölbe, dessen Grate so verwischt sind, dass das Gewölbe einer Kugelform ähnelt. Der verschieferte Turmhelm besteht aus einem kubusförmigen Untergeschoss aus Fachwerk, aus zwei achteckigen Mittelgeschossen und einer Welschen Haube, die von Turmknopf, Kreuz und Wetterhahn bekrönt wird.

## Ausstattung

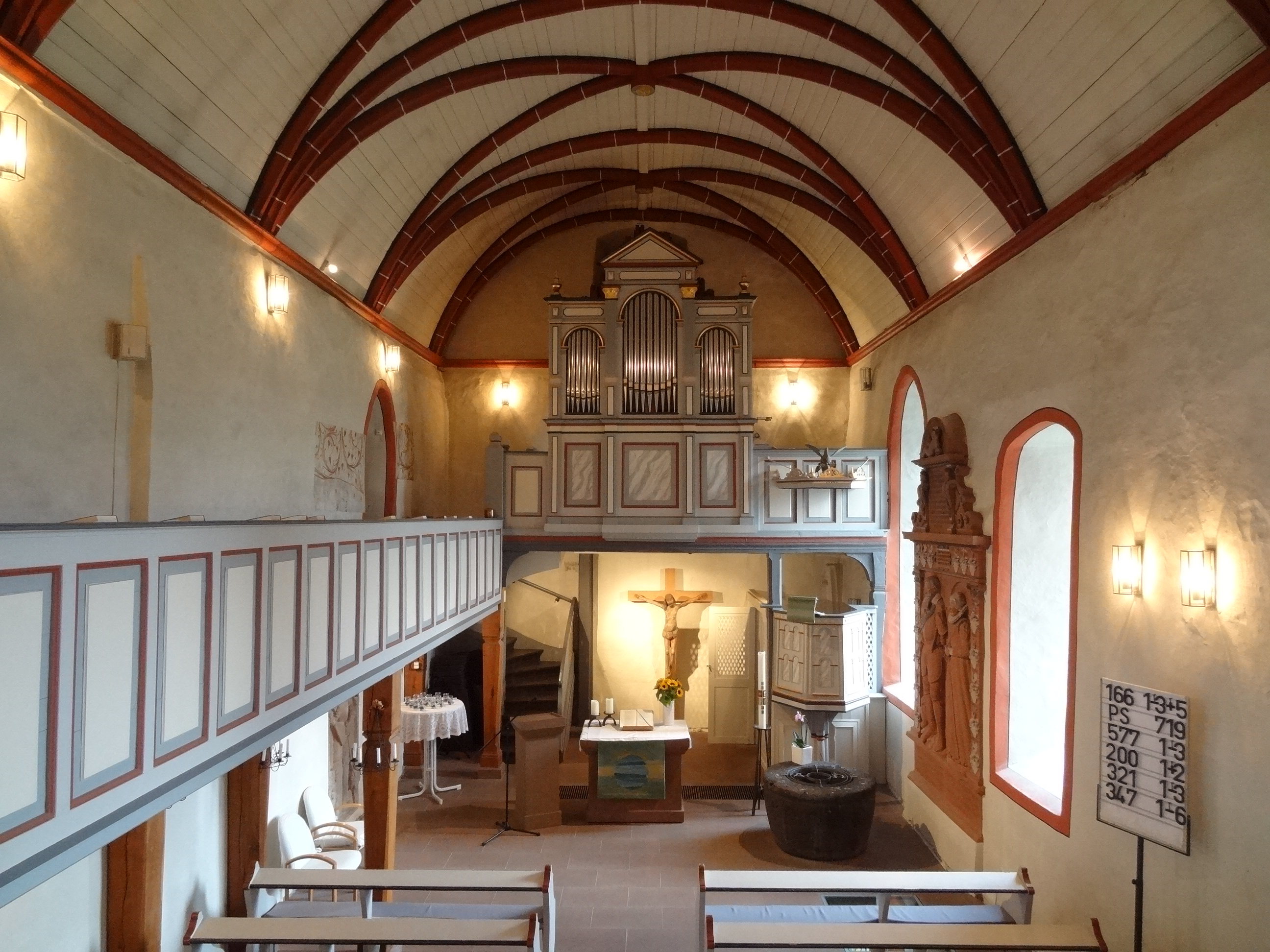
Innenraum Richtung Osten

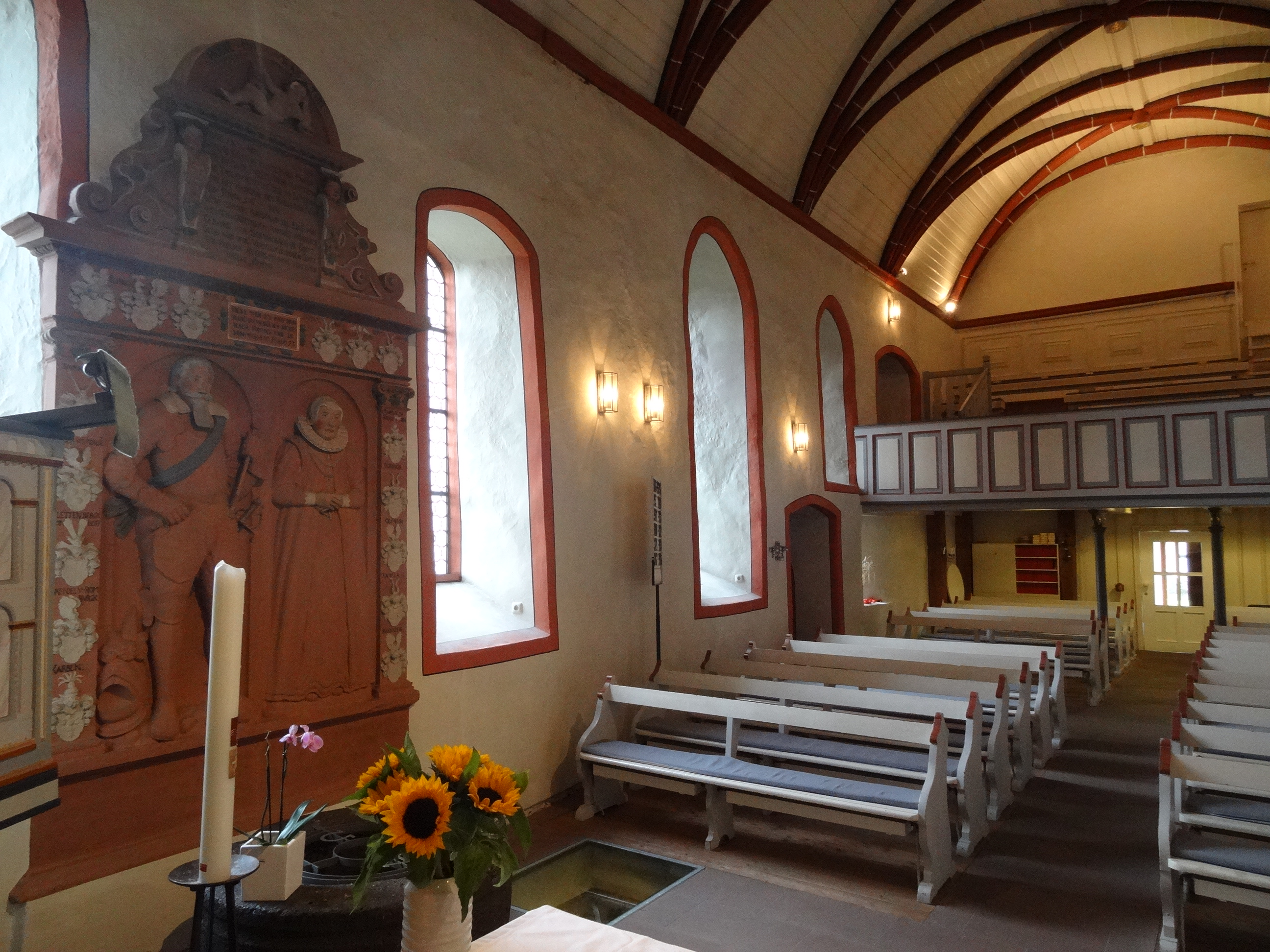
Blick auf die Südwand und das große Epitaph

Der Innenraum wird von einem hölzernen Tonnengewölbe mit Rippen abgeschlossen. Sie münden in hölzernen Schlusssteinen, die einmal mit einem Kopf, ansonsten mit Sternen verziert sind. Ein großer Spitzbogen verbindet den Turm mit dem Kirchenschiff. Die Emporen sind über Freitreppen von außen zugänglich. Ursprünglich gab es an allen vier Seiten kassettierte Emporen, die an den Langseiten zweigeschossig waren. Die Südempore ist inzwischen entfernt.
Ältester Einrichtungsgegenstand ist ein großes romanisches Taufbecken aus Basaltlava mit acht Bogenblenden aus der ersten Hälfte des 13. Jahrhunderts. Es wurde lange Zeit profan gebraucht, bevor es um das Jahr 1950 auf den Kirchhof gelangte und 1996 wieder in der Kirche aufgestellt wurde. Noch erhalten sind eine alte Piscina für rituelle Waschungen und eine Nische in der Chorwand mit einem runden Becken.
Der größte Teil der Ausstattung wurde 1884/85 bei der Innenrenovierung neu angeschafft. Die sechseckige hölzerne Kanzel, die auf einem Bündelpfeiler ruht, stammt aus der Mitte des 17. Jahrhunderts. Der Schalldeckel ist mit einem Pelikan verziert, der mit dem Blut aus seiner Brust seine Jungen nährt, ein altes Symbol für Christus und seine Gemeinde. Kanzel und Altar stehen auf der Mittelachse vor der Orgelempore im Osten.
Zu Lebzeiten wurde das Renaissance-Doppelgrabmal für Hans Philipp von Buseck und Agnes von Schwalbach in der ersten Hälfte des 17. Jahrhunderts angefertigt. In der Kirche befindet sich ein Grabstein des Hartmann von Buseck († 1575), außen an der Südwand ein Grabstein von Anna von Schwalbach († 1597).

## Orgel

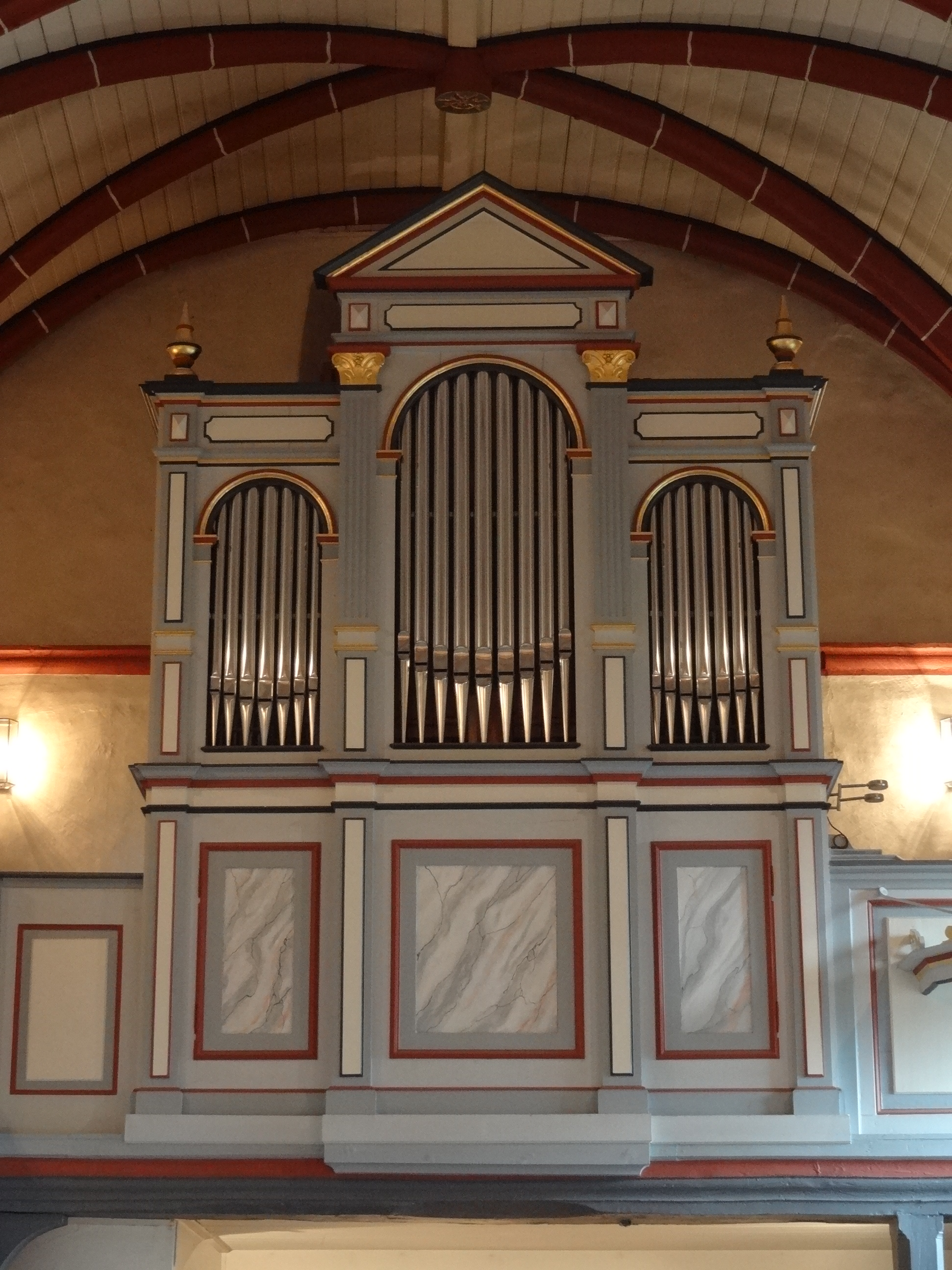
Förster-Orgel von 1898

Eine erste barocke Orgel wurde im Jahr 1700 eingebaut. Das fünfteilige, reich mit Akanthus-Blattwerk, Wappen und Quasten verzierte Orgelgehäuse hatte einen überhöhten mittleren Rundturm und außen zwei Spitztürme, die durch zwei Flachfelder verbunden waren. Das einmanualige Werk verfügte über neun Register; das Pedal war angehängt. Johann Georg Förster wurde 1898 mit einem Neubau beauftragt und lieferte 1899 als Opus 88 ein Werk mit zehn Stimmen, die auf zwei Manuale und Pedal verteilt sind. Die Orgel mit pneumatischen Kegelladen hat im Prospekt drei Rundbögen unter einem Dreiecksgiebel im Stil der Neorenaissance. Die Disposition lautet in der originalen Schreibweise am Spielschrank:
| I Manual C–f3     |       |
| Prinzipal         | 8′    |
| Hohlflöte         | 8′    |
| Gamba             | 8′    |
| Octave            | 4′    |
| Cornettino II&III | 2 ⁄3′ |

| II Manual C–f3 |    |
| Gedackt        | 8′ |
| Salicional     | 8′ |
| Flöte dolce    | 4′ |

| Pedal C–d1 |     |
| Subbass    | 16′ |
| Violonbass | 8′  |

- Koppeln:
  - Normalkoppeln: II/I, I/P
  - Superoktavkoppeln: I/I, P/P
  - Suboktavkoppeln: I/I
- Spielhilfen: Feste Kombinationen (f, Tutti)

## Glocken
Die Kirche besitzt drei Glocken. Glocke 3 weist Flanken auf, die so steil sind wie bei einer Bienenkorbglocke, aber einen gotischen Wolm. Ihre Inschrift lautet „+ hERRE LAZ DIN hUS IN URIEN STEN“.
| Nr. | Gussjahr | Gießer, Gussort     | Masse (kg) | Schlagton (HT-1/16) | Bild |
| 1   | 1953     | Gebr. Rincker, Sinn | 850        | f′ -                |      |
| 2   | 1953     | Gebr. Rincker, Sinn | 500        | as′ -               |      |
| 3   | um 1350  | unbezeichnet        | 200        | des″ +              |      |